# Thor paschalis
Thor paschalis är en kräftdjursart som först beskrevs av Carl Bartholomäus Heller 1862.  Thor paschalis ingår i släktet Thor och familjen Hippolytidae. Inga underarter finns listade i Catalogue of Life.